# Romia Fortí
Romia Fortí (1270 - Barcelona, 1331) fou una empresària treballadora de la seda a Barcelona.

## Biografia
Romia fou una professional, mestra i empresària sedera. Només disposem del testament de 1331 que ens informi sobre ella, però les dades que aporta ens permeten fer-ne una aproximació interessant. Era llavors vídua del sastre Guillem Ram, no tenia fills, vivia a Barcelona, prop del portal de santa Anna; és una de les primeres persones que documentem treballant la seda a la ciutat.
Els seus pares haurien estat parroquians del Pi, on ella va voler ser soterrada, demanava celebrar allà misses per la seva ànima i les dels seus progenitors. Els lligams familiar es reafirmen amb les deixes al seu germà, germanes, cosins i cosines. No hi trobem deixes per l'ànima del marit, però destina uns sous per Ramon Ram, la dona i els fills, no diu si eren parents.
Deixa la casa on vivia al seu germà Bernat Fortí, pel seu fill quan es casi. Fa llegats a tres germanes, dues d'elles casades i una inclusa, és dir tancada, i per la dona que en té cura. No pensem que fos una reclusa, és a dir, una dona que voluntàriament s'hagués tancat com feien algunes beguines, ja que Romia deixava uns sous a cada reclusa de Barcelona.
És remarcable l'interès per vestir a la gent del seu entorn i als pobres: disposa que, per caritat, es compri una quantitat important de roba per fer capes per cinquanta persones, que venen especificades; fa confeccionar vint camises i vint calces de drap de lli, i comprar vint parells de sabates per vint treballadors pobres. Una altra deixa original és una vànova obrada i uns llençols de bri de lli per amortallar els difunts, de manera que les famílies que ho necessitessin podien demanar-los per cobrir els cossos dels difunts per a l'enterrament.
Interessants són les disposicions que ens parlen del treball, les col·legues i les aprenentes. Fa deixes a Clara, que treballava amb una sòcia en un obrador nou propietat de Romia, prop de sant Nicolau; a Joana que treballa amb ella en l'ofici de sederia; a Elisenda de Vic, que havia estat aprenenta seva, li deixa 40 sous i una capa llistada, mana que els hi donin quan la noia hagi complert els anys de treball amb la sedera Fortunya. A Andreua, comare seva, que acostumava a viure amb ella, 20 sous i una capa per a ella i per al seu fillol. Feia deixes a altres sis noies i dues nenes, treballadores o aprenentes, que vivien amb ella. Així mateix es refereix a les futures deixebles: a omnibus infantibus discipularum meis et que tempore obito meo mecum morabuntur, els deixava cinc sous a cada una.
La solidaritat entre col·legues i la voluntat que el negoci tingués continuïtat queda reflectida en el llegat a favor de Guillema, muller de Guillem d'Ordis, que tindrà l'usdefruit de l'obrador i l'empriu del pou, de l'hort i la bassa per rentar i estendre draps; també deixava a aquesta dona diners per dotar la seva filla Simoneta, amb la condició que els invertís fins que es casés, sent els guanys per dotar la noia.
Romia era una sedera amb un obrador que, vist el nombre d'aprenentes que tenia i el volum de deixes testamentàries –que puja a 6.000 sous–, rendia força. Feia hereus universals de tots els altres béns els pobres de Crist, sobretot a noies pobres per casar.